# Ronald Cartland
John Ronald Hamilton Cartland (ur. 3 stycznia 1907 w Birmingham, zm. 30 maja 1940 w okolicach Cassel) brytyjski polityk Partii Konserwatywnej. Był posłem do Izby Gmin z okręgu King’s Norton w Birmingham od 1935 do śmierci w 1940 roku.

## Życiorys
Ronald Cartland był synem majora Bertrama Cartlanda i Mary Hamilton Scobell, i młodszym bratem pisarki Barbary Cartland. 
Jego dziadek ze strony ojca był bogatym finansistą w Birmingham. Z powodu bankructwa popełnił samobójstwo cztery lata przed narodzinami Ronalda. Bez szans na uzyskanie spadku na sfinansowanie rodziny, ojciec Ronalda i jego rodzina przeniosła się do wynajętego domu w pobliżu miasta Pershore, w Worcestershire. W 1910 Bertram Cartland udał się do pracy w lokalnym biurze Partii Konserwatywnej. Podczas wyborów parlamentarnych w 1910 kierował kampanią kandydata na posła torysów. Po zwycięstwie zaproponował Bertramowi stanowisko osobistego sekretarza w Westminsterze. Gdy w 1914 wybuchła I wojna światowa Bertram zgłosił się na ochotnika do służby wojskowej i został wysłany do Francji. Zginął w pobliżu Berry-au-Bac w 1918 roku, tylko pięć miesięcy przed Armistice.
W 1919 roku Mary Cartland - wraz z Ronaldem, jej 18-letnią córką Barbarą i 8-letnim synem Anthonym - przenieśli się do Londynu. Ronald zdobył stypendium w Charterhouse School. Chociaż nie wyraził pragnienia, aby stać się posłem konserwatystów - równocześnie głosił postępowe poglądy, które były sprzeczne z linią partii torysów i panującymi normami społecznymi. W dzieciństwie, Mary Cartland brała go ze sobą do pracy w ubogich obszarach Pershore. Bieda wywarła na Cartlandzie duże wrażenie. Po opuszczeniu Charterhouse, Mary Cartland nie mogła sobie pozwolić, aby wysłać syna na studia, więc Ronald poszedł do pracy w Centrali Partii Konserwatywnej w Londynie.

## Kariera polityczna
W 1933 po decyzji Lionela Beaumonta Thomasa o przejściu na emeryturę z powodów zdrowotnych, Cartland został wybrany jako następca w dawnym okręgu Herberta Austina z Norton King, Birmingham. Jego wybór był wspierany przez rodzinę Chamberlain, będącą długo najpotężniejszą siłą w konserwatywnych kręgach Birmingham. Cartland wygrał wybory w 1935, stając się jednym z najmłodszych posłów w Izbie Gmin.
Cartland do czasu usunięcia w maju 1936 r. krytykował rząd ministra a następnie premiera Stanleya Baldwina, m.in. mniej niż entuzjastyczne nastawienie w pomoc „zagrożonym obszarom” - tych częściach Wielkiej Brytanii które cierpią z powodu ekstremalnych trudności gospodarczych, z bezrobocia nawet do 40%. Mimo że Chamberlain odegrał dużą rolę w wyborze Cartlanda jako kandydata na posła do Izby Gmin w 1936 roku wygłosił on naganę do Skarbu Państwa potępiając próby zachowania równowagi budżetu kosztem biednych, atakując Neville’a Chamberlaina, gdy był kanclerzem skarbu w rządzie Baldwina.
Po nominacji Chamberlaina, Winston Churchill jak również Cartland byli jednymi z przeciwników prowadzonej przez jego rząd polityki ustępstw wobec III Rzeszy i faszystowskich Włoch. Przed wyborami w 1935 Cartland i jego siostra Barbara odwiedzili Niemcy. Ronald był przerażony prześladowaniami Żydów.
Po powrocie, ostrzegł swoich kolegów posłów o hitlerowskich planach ekspansji w Austrii i innych krajach Europy Środkowej. Twierdził, że prędzej czy później, Wielka Brytania byłaby w stanie wojny z Niemcami.
W okresie rządów Neville’a Chamberlaina pełnił rolę Backbenchera. W swoim najbardziej znanym przemówieniu, w sierpniu 1939 roku, oskarżył premiera o „bycie dyktatorem”. Chamberlain postanowił odroczyć posiedzenie Izby Gmin do 3 października i powiedział konserwatywnym deputowanym, że większość głosów za odroczeniem obrad będzie postrzegana jako wotum zaufania dla rządu. Wywołało to oburzenie w Izbie Gmin, skłoniło młodego Cartlanda, aby wstać i wygłosić mowę, która okazała się prorocza: „Jesteśmy w sytuacji, że w ciągu miesiąca możemy być walczyć - i możemy być może zginąć”.

## Kariera wojskowa
Ronald Cartland osiągnął rangę majora w British Army. W 1937 roku dołączył do Armii Terytorialnej.
W sierpniu 1939 r. był porucznikiem. Ćwiczył z żołnierzami służby ochotniczej z Worcestershire i Oxfordshire. Kiedy naziści najechali Holandię, Belgię i Francję w maju 1940. Cartland został majorem służył w 53. Pułku Artylerii Przciwpancernej. Jednostka została przyporządkowana do obrony miasta Cassel, na wzgórzu miejscu w pobliżu jednej z głównych dróg prowadzących do Dunkierki. Cartland i jego ludzie powstrzymali Niemców na prawie cztery dni, od 27 do 29 maja.
Wieczorem 29 maja 1940 r., Cartland i jego jednostka podzielona, i dołączył wycofującego się Brytyjskiego Korpusu Ekspedycyjnego kierunku Dunkierki. 30 maja 1940 r., podczas próby ewakuacji z pozycji został zastrzelony podczas odwrotu do Dunkierki.
Ponieważ żołnierze z jednostki dostali się do niewoli Major Cartland był początkowo na liście zaginionych w akcji, i jego rodzina w Anglii nie otrzymała informacji o jego prawdziwym losie aż do 4 stycznia 1941 roku. Mary Cartland otrzymała 2 telegramy z informacją o zaginięciu Rolanda i Tony’ego. 
Informację o okolicznościach śmierci Rolanda przekazała matka jednego z oficerów której syn przebywał w niewoli.
Był pierwszym członkiem parlamentu Brytyjskiego, który poległ podczas II wojny światowej.
Jego brat, James AH, zmarł dzień wcześniej i jest pochowany w Zuidschote Msza żałobna za Ronalda Cartlanda odbyła się w dniu 18 lutego 1941 roku w Londynie, w kościele St-Martin-in-the-Fields. Pochowany jest na cmentarzu wojennym w Hotton, niedaleko Liège w Belgii.